# WASP-82
WASP-82 — одиночная звезда в созвездии Ориона на расстоянии приблизительно 652 световых года (около 200 парсеков) от Солнца. Вокруг звезды обращается, как минимум, одна планета.

## Характеристики
WASP-82 — жёлто-белый карлик спектрального класса F5V. Видимая звёздная величина звезды — +10,1m. Масса — около 1,63 солнечной, радиус — около 2,18 солнечного. Эффективная температура — около 6490 K, металличность звезды оценивается в 0,12.

## Планетная система
В 2013 году у звезды обнаружена планета (WASP-82 b).